# Valgrisenche
Valgrisenche é uma comuna italiana da região do Vale de Aosta com cerca de 192 habitantes. Estende-se por uma área de 112 km², tendo uma densidade populacional de 2 hab/km². Faz fronteira com Arvier, La Thuile, Rhêmes-Notre-Dame, Rhêmes-Saint-Georges, Sainte-Foy-Tarentaise (FR-73), Tignes (FR-73).

## Demografia
| Variação demográfica do município entre 1861 e 2011                               |
|                                                                                   |
| Fonte: Istituto Nazionale di Statistica (ISTAT) - Elaboração gráfica da Wikipedia |